# Waltzoyphius fasciatus
Waltzoyphius fasciatus is een haft uit de familie Baetidae. De wetenschappelijke naam van de soort is voor het eerst geldig gepubliceerd in 1995 door McCafferty & Lugo-Ortiz.
De soort komt voor in het Neotropisch gebied.